# Tropical Inn
Le Tropical Inn est un hôtel situé dans la banlieue de Dehiwala-Mount Lavinia, au Sri Lanka, en face du jardin zoologique national du Sri Lanka. 

## Attentats du dimanche de Pâques
L’explosion d’une bombe a eu lieu vers 14 heures dans l’hôtel, dans le cadre de la série d’explosions du dimanche de Pâques qui frappe le pays. Le Tropical Inn est le quatrième hôtel visé, et le septième site ciblé par les terroristes. Le Cinnamon Grand Hotel, Le Kingsbury et le Shangri-La Hotel ont été pris pour cibles plus tôt dans la journée, faisant plusieurs victimes,,,. 